# Bradford County (Pennsylvania)
Bradford County ist ein County im Bundesstaat Pennsylvania der Vereinigten Staaten. Bei der Volkszählung im Jahr 2020 hatte das County 59.967 Einwohner und eine Bevölkerungsdichte von 20 Einwohner pro Quadratkilometer. Der Verwaltungssitz (County Seat) ist Towanda.

## Geschichte
Das County wurde am 21. Februar 1810 mit der Bezeichnung Ontario County gebildet. Am 24. März 1812 erfolgte die Umbenennung auf den heutigen Namen, der an den Juristen und Politiker William Bradford erinnert.
15 Bauwerke und Stätten des Countys sind im National Register of Historic Places (NRHP) eingetragen (Stand 20. Juli 2018).

## Geographie
Das County hat eine Fläche von 3007 Quadratkilometern, wovon 27 Quadratkilometer Wasserfläche sind. Bradford County grenzt im Osten an Susquehanna County, im Südosten an Wyoming County, im Süden an Sullivan County, im Südwesten an Lycoming County, im Westen an Tioga County und im Norden an den Bundesstaat New York.

## Städte und Ortschaften

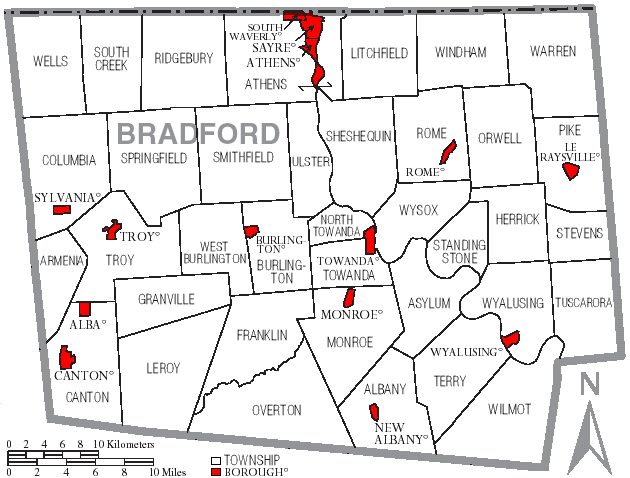
Karte mit Städten und Ortschaften

| - Alba - Albany Township - Armenia Township - Asylum Township - Athens Township - Athens - Burlington Township - Burlington - Canton Township - Canton - Columbia Township - Franklin Township - Granville Township - Herrick Township - Le Raysville - Leroy Township - Litchfield Township | - Monroe Township - Monroe - New Albany - North Towanda Township - Orwell Township - Overton Township - Pike Township - Ridgebury Township - Rome Township - Rome - Sayre - Sheshequin Township - Smithfield Township - South Creek Township - South Waverly - Springfield Township - Standing Stone Township | - Stevens Township - Sylvania - Terry Township - Towanda Township - Towanda - Troy Township - Troy - Tuscarora Township - Ulster Township - Warren Township - Wells Township - West Burlington Township - Wilmot Township - Windham Township - Wyalusing Township - Wyalusing - Wysox Township |